# Departaments del Camerun
Les Províncies del Camerun es divideixen en 58 divisions o departaments (départements). Les divisions se subdivideixen en sot-divisions de districtes (arrondissements) i districtes. Les divisions s'enumeren a continuació, per província.

## Adamawa(Adoumwoa)

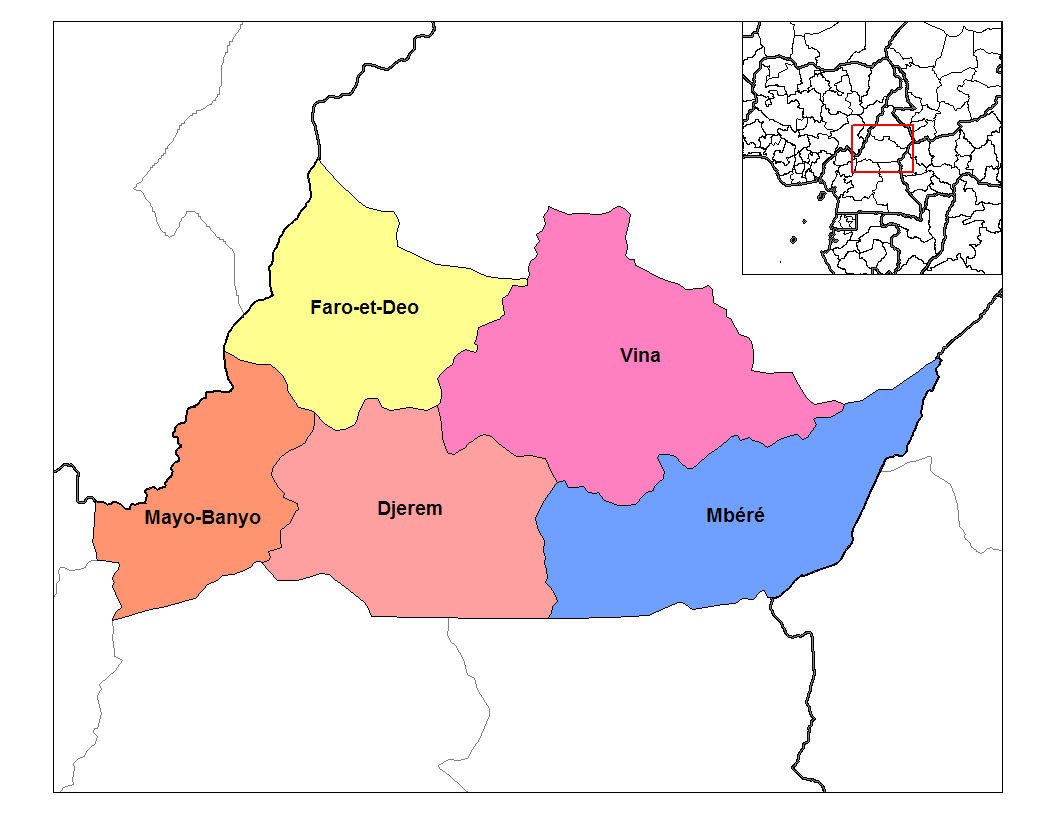
Divisions de la Província d'Adamawa

La província d'Adamawa del Camerun conté els següents cinc departaments:
1. Djérem
2. Faro-et-Déo
3. Mayo-Banyo
4. Mbéré
5. Vina